# Пришекснинское восстание
Пришексни́нское восста́ние (Шекснинское восстание) — антибольшевистское восстание в пришекснинских волостях Вологодской и Череповецкой губерний 1—3 декабря 1918 года. Восставшие захватили железнодорожную станцию Шексна и нарушили железнодорожное сообщение на участке Череповец-Вологда, поставив под угрозу сообщение с Петроградом. Подавлено красноармейскими отрядами, прибывшими из Вологды и Череповца.

## Причины восстания
Шекснинское восстание являлось частью общей волны крестьянских восстаний, прокатившихся в Центральной России в ноябре-декабре 1918 года. Тогда выступления прошли в 138 из 268 уездов, контролировавшихся большевиками. Главной причиной всех восстаний послужило недовольство крестьян складывавшейся военно-коммунистической системой руководства деревнями.

Причиной выступления крестьян в пришекснинских волостях Вологодской и Череповецкой губерний послужили бесчинства местных продотрядов и общее ухудшение экономического положения деревень. Кроме того к северу от Вологодской губернии проходил фронт Гражданской войны, в связи с чем советская власть проводила усиленные мобилизационные мероприятия: кроме призыва местного населения в Красную Армию забирали лошадей, крайне необходимых для существования крестьянского хозяйства.
Руководство восстанием взяли на себя зажиточные крестьяне. Советская власть лишила их гражданских прав, подорвала экономическую основу существования и превратила в основной объект хозяйственных притязаний.

## Начало восстания
1 декабря 1918 года начались крестьянские выступления в Починковской, Чаромской, Усть-Угольской, Первой и Второй Петриневской, Ягановской, Пачевской, Ивановской, Даргунской и Братковской волостях Череповецкого и Вологодского уездов. 

Исследователи выделяют 3 возможных изначальных центра восстания:
- село Братково (наиболее вероятный центр)
- село Чуровское
- село Большой Починок[2].

Накануне в селе Братково волостное собрание крестьян приняло резолюцию:

«1. Оно [собрание] признаёт власть Советов, но не такую, какая сейчас. Сейчас власть не народа, а какой-то кучки.

2. Россия окружена тесным кольцом неприятельских иностранных войск, с которыми бороться нам невозможно, то и людей по мобилизации на эту бойню они не дадут.»
РГВА. Ф. 188. Оп. 2. Д. 9. Л. 11

Эту весть организаторы выступлений разослали по деревням соседних волостей, где крестьяне принимали аналогичные резолюции. Руководителям восстания по сведениям П. Л. Павловцева и А. Н. Суворова являлись:
- из Ягановской волости — бывший штабс-капитан царской армии Соколов, подпоручик А. Ф. Бараев (по кличке «Шершень» — из-за этого по ошибке фигурировавший как Шерстнев), Н. Я. Беляев, В. И. Виноградов, В. И. Булин, В. Очеленков, И. Вещезеров, П. Ф. Беляков, А. Ф. Грибов, И. Т. Вздоров, Ф. М. Якушев, полковники Иванов и Колчановский, а также купец-старообрядец Железнов (в его доме видимо располагался штаб восстания).
- из Усть-Угольской волости — А. Корчагин, братья А. и К. Лохичевы, А. Софронов, бывший полицейский Т. Цветков, фельдфебель Смирнов и стражник Чистоткин и зажиточный крестьянин Кудрявцев.
- из Пачевской волости — сын крупной череповецкой купчихи Ф. Белоликов с братом, Г. Тихомиров, О. Тихомиров, И. Добряков и Я. Алексеев[3][4].

В ходе выступлений 1 декабря восставшие разгромили Братковский, Починковский, Чуровский, Усть-Угольский волостные исполкомы и Даргуновский военный комиссариат. были уничтожены мобилизационные списки, разграблены канцелярские дела, арестованы партийные и комсомольские активисты и работники исполкомов. В тот же день восставшие численностью около 300 человек подступили к железнодорожной станции Шексна.

## Захват станции Шексна
На станции Шексна восставшие вступили в бой с 1-й отрядом VIII особого полка железнодорожной охраны из 70 человек, сопротивление которого довольно быстро было сломлено. Мало того, сотенный инструктор прапорщик Белов перешёл на сторону восставших и возглавил само восстание. Повстанцы разобрали железнодорожный путь на 170 метров, разоружили охрану, свалили несколько телеграфных столбов и порвали телеграфные линии. На самой железнодорожной линии был устроен завал из старых шпал и бракованных рельс. Железнодорожный мост через Шексну был взят под охрану повстанцев, а движение поездов между Вологдой и Череповцом было прервано. Власти опасались, что восставшие могут взорвать мост, и железнодорожное сообщение с Петроградом тем самым оказалось бы отрезанным. 

Из 70 бойцов 1-отряда VIII особого полка железнодорожной охраны повстанцами было убито 50 человек, некоторые перешли на сторону восставших. Разоружив этот отряд, изъяв оружие в военкоматах и имея некоторое количество оружия в подполье восставшие сосредоточили у себя большое количество винтовок, гранат и несколько пулемётов. Кроме того восставшие устроили плотную засаду в находящейся неподалёку от станции низине Барбач, откуда могли обстреливать приходящие поезда с красноармейскими отрядами.

## Подавление восстания
На подавление восстания были брошены значительные силы. Планировалось блокировать станцию с двух сторон — с Вологды и Череповца. Уже вечером 1 декабря для подавления восстания в Череповце был сформирован отряд из красноармейцев местного караульного батальона и железнодорожного полка (около 100 человек). Отрядом командовал губернский военный комиссар В. Я. Королёв, комиссаром отряда был назначен И. И. Козлов. В свою очередь из Вологды был направлен вызванный из Ярославля бронепоезд «Степан Разин» с хорошо вооружёнными бойцами и конным отрядом под командованием начальника железнодорожного Губчека Я. М. Брука. Общее руководство красноармейскими отрядами из Вологды возглавил начальник обороны Северной железной дороги Прологин. Одновременно вооружённые отряды были направлены по волостям уезда.

2 декабря вологодский и череповецкий отряды вплотную подошли к станции Шексна. В этот день поезд с череповецким отрядом подъехал к Усть-Угольскому железнодорожному переезду и был атакован восставшими из барбачских засад. Остановившись у завалов, где позиции для обстрела были невыгодны, поезд повернул обратно в сторону Череповца для подкрепления артиллерией. В тот же день красноармейские отряды попытались захватить деревню Курово, где по их предположению укрывались руководители восставших и откуда можно было неожиданно атаковать станцию Шексна. Однако поскольку из деревни вёлся обстрел, маршрут штурма станции красными отрядами был изменён.

3 декабря был захвачен один из важных оплотов восставших село Братково. Повстанцы в селе были разогнаны, а взятые ранее в плен красноармейцы освобождены. В тот же день рано утром одновременно вологодскими и череповецкими отрядами начался штурм станции Шексна. Во второй половине дня 3 декабря станция была захвачена вологодским и череповецким отрядами. Руководитель восстания Белов заблаговременно скрылся. Железнодорожные пути были восстановлены.

Ночью 3 декабря на станцию Шексна прибыл начальник ГубЧК Я. М. Брук, после чего 4 декабря в окрестных волостях и вдоль железнодорожных путей в районе Шексны началась зачистка. Наиболее активные участники мятежа были арестованы, а руководители восстания по постановлению военно-полевого трибунала расстреляны. Среди расстрелянных были В. Очеленков, Т. Цветков, И.Вещезеров, Ф. Белоликов, братья А. и К. Лохичевы, стражник Чистоткин, крестьянин Кудрявцев и др. 19 декабря 1918 года, по Вологодскому уезду также прокатилась волна арестов. Среди арестованных оказался и сотенный инструктор Белов, руководивший восстанием на его завершающем этапе.